# توماس کوکینیس
توماس کوکینیس (انگلیسی: Thomas Kokkinis؛ زادهٔ ۸ اوت ۱۹۷۱) بازیکن فوتبال اهل فرانسه است.
از باشگاه‌هایی که در آن بازی کرده‌است می‌توان به باشگاه فوتبال پاری سن ژرمن، باشگاه فوتبال باستیا، باشگاه فوتبال ستاره سرخ، و باشگاه فوتبال متس اشاره کرد.